# Wehrkreis VIII (Breslau)

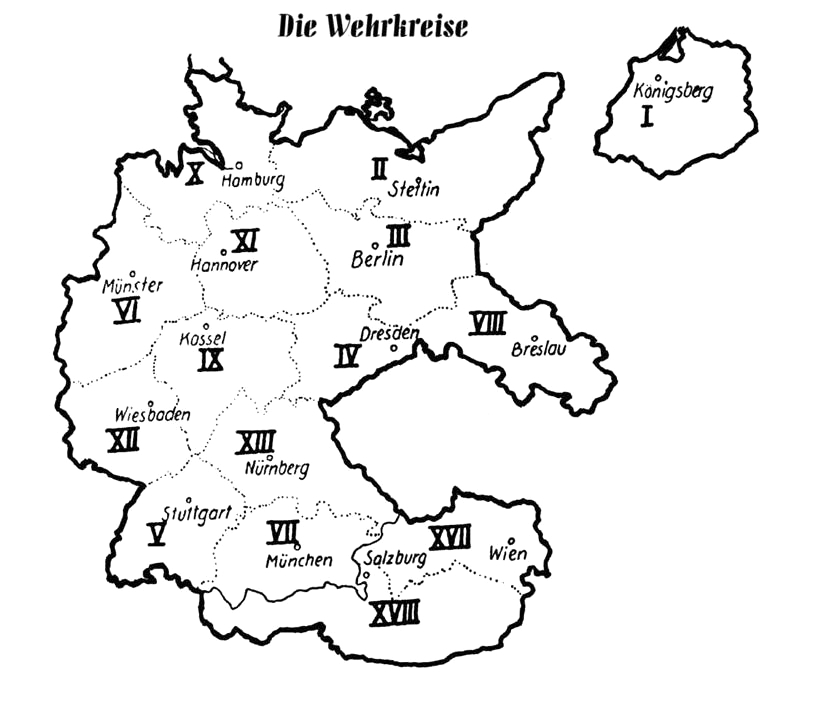
Die Wehrkreise des Deutschen Reiches nach dem „Anschluss“ Österreichs

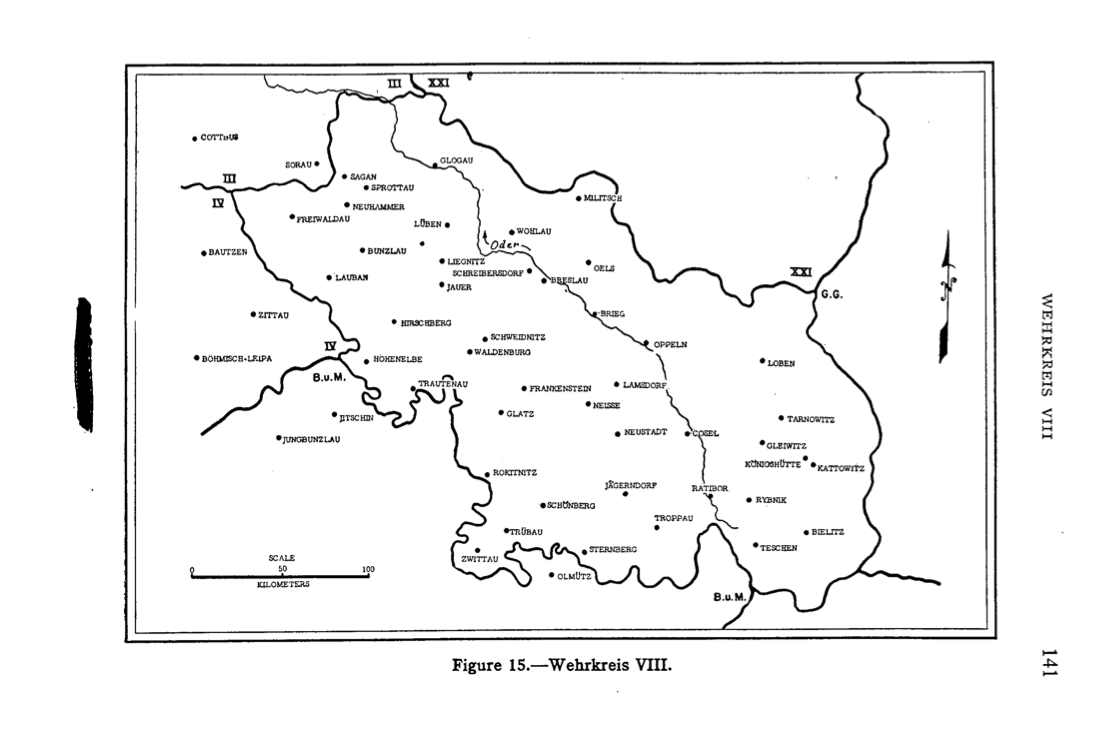
Karte des Wehrkreises VIII

Der Wehrkreis VIII (Breslau) war eine territoriale Verwaltungseinheit der Wehrmacht während der Zeit des nationalsozialistischen Deutschen Reiches. Er bestand von 1935, als er vom Wehrkreis III abgetrennt wurde, bis 1945. Dem Wehrkreis oblag die militärische Sicherung des Gebiets der Provinz Schlesien und ab 1938 zusätzlich des Regierungsbezirks Aussig (Reichsgau Sudetenland) sowie die Ersatzgestellung und Ausbildung von Teilen des Heeres in diesem Gebiet. Das Hauptquartier befand sich in Breslau. Der Wehrkreis umfasste die Wehrersatzbezirke Breslau, Liegnitz und Kattowitz. 

## Befehlshaber
Die Befehlshaber des Wehrkreises VIII waren:
- Ewald von Kleist Aufstellung–1938
- Ernst Busch 1938–1939
- Hans Halm 1939–1942
- Rudolf Koch-Erpach 1942–1945, später zum Befehlshaber des Wehrkreises IX ernannt